# Grupo Wiese
El Grupo Wiese es un grupo económico y empresarial consolidado en el Perú. Fue fundado por los hermanos Augusto N. Wiese Eslava y Fernando Wiese Eslava en la segunda década del siglo XX. A través de la firma A&F Wiese S.A, su principal actividad comercial fue el abastecimiento de los complejos azucareros y mineros, la importación de materiales, maquinaria y productos de acero.
Con el paso de los años, las actividades se ampliaron a inversiones en los sectores inmobiliario, minero, banca, hoteles, pesquería, entre otras.

## Historia

### Llegada de los Wiese al Perú
Esta familia llegó a tierras peruanas desde Alemania hace más de 100 años. La historia de los Wiese en el Perú inició con la migración europea a fines del siglo XIX, época en la que los alemanes Wilhelme Wiese Riecke y Sofía Eslava Salmón se asentaron en la ciudad de Trujillo para emprender un nuevo rumbo. En tanto, esta familia cruzó el Atlántico, se instaló en el norte de nuestro país y después ingresaron a la capital con nuevos proyectos.

### Inicio del negocio
Con el fallecimiento de Wilhelme en 1895, sus hijos trujillanos Fernando y Augusto Wiese pasaron por el Convictorio Peruano para estudiar el curso de Instrucción Comercial, en Lima.
En 1902, Augusto N. Wiese empezó a trabajar en la Casa Emilio F. Wagner & Co. y, en 1914, adquiere dicha casa comercial junto a su hermano Fernando Wiese Eslava, con la ayuda del Banco Italiano, del cual Augusto, después, sería miembro del directorio. La casa empezó a hacer negocios con el gobierno de Augusto B. Leguía y a construir edificios privados, al igual que la Foundation Company, convirtiéndose en representantes de industrias extranjeras y nacionales.
Se creó el Sindicato Wiese, dedicada a hacer obras públicas. Así, en 1924, se construyó el entonces hotel más lujoso de Lima, el Gran Hotel Bolívar, en una propiedad perteneciente al Estado. Tres años después, junto a la Foundation Company, construyeron el Country Club Lima Hotel en las propiedades de los Condes de San Isidro.
En 1933, la Casa Emilio F. Wagner & Co. cambia su nombre a A & F Wiese, por las iniciales de los nombres de los hermanos. La casa empezó a abrir sucursales en Piura, Chiclayo, Trujillo, Arequipa y Huancayo.
Los hermanos incursionaron en la minería al adquirir las compañías de Cotabambas Aurara, participar en Buldibuyo y formar las compañías auríferas de Caravelí y Chala. Asimismo, en 1936, invirtieron US$ 800, 000 en la mina Sol de Oro en Nazca. La mayoría de estas compañías se fusionarían y serían administradas por el que después sería Banco Wiese Ltdo.
Para 1942, en plena Segunda Guerra Mundial, el gobierno de Manuel Prado y Ugarteche decide liquidar el Banco Alemán Transatlántico, que es adquirido por los Wiese. Al año siguiente, en 1943, se crea el Banco Wiese Ltdo., siendo su director el banquero Carlos Ledgard Neuhaus. Ese año la familia Wiese adquirió por completo el Country Club de Lima, después de que la Foundation Company sale del Perú.
En 1956, A & F Wiese constituye junto a empresas extranjeras la Química Peruanil, empresa dedicada a productos químicos y dirigida por Hans Gase y Clemens A. Ostendo.
En los 60s, aprovechando el 'boom' pesquero que atravesaba el Perú, Augusto N. Wiese, junto a dos empresarios extranjeros (a uno de ellos le había vendido el Gran Hotel Bolívar) deciden adquirir la fábrica pesquera Proteínas y Aceites, que en 1963 se convirtió en Pesquera Industrial Constancia, ingresando al internacional Consorcio Pesquero en el que participaban Banchero y la W. R. Grace and Company. En 1971, Constancia se fusiona con Industrial Propecsa, convirtiéndose en una de las principales compañías pesqueras. Sin embargo, la empresa sería tomada por el Estado siguiendo las reformas del general Velasco.
En 1968, tras el golpe militar de Jun Velasco Alvarado se inician una serie de reformas económicas y agrarias. Dichas reformas afectaron a diversos bancos, que tuvieron que fusionarse, sin embargo el Wiese Ltdo. no llegó a eso y, para 1977, los Wiese se unían al Grupo Romero y Raffo para formar la Inmobiliaria Los Portales. Ese mismo año muere el fundador Augusto N. Wiese, su hermano Fernando había muerto diez años antes, en 1957.
El grupo empieza a ser dirigido por Augusto Wiese de Osma y su hermano, Guillermo Wiese de Osma.
El “Banco Wiese” fue fundado en 1943, La “Fundación Wiese” fundada en 1960, “Compañía de Seguros Cóndor” fundada en 1980 (hoy Invita), “AFP Integra”  fundada en 1993, e “Inmuebles Panamericana” que inició operaciones en el año 2002.

## Grupo Wiese en la actualidad
El Grupo Wiese cuenta con inversiones en servicios financieros, inmobiliarios y otros sectores productivos. Es accionista en AFP Integra, ING Fondos, Invita, Centro Comercial Megaplaza, entre otros, este último tiene una sociedad con el Parque Arauco.